# Серфінг на літніх Олімпійських іграх 2020
Серфінг на літніх Олімпійських іграх відбувалися на Олімпіді-2020 у Токіо з 26 по 29 липня 2021 року, яку через пандемію COVID-19 перенесли на 2021 рік.

## Розклад
| П | Попередній раунд | ¼ | Чвертьфінали | ½ | Півфінали | Ф | Фінал |

| Дата     | 26 липня | 26 липня | 27 липня | 28 липня | 28 липня | 29 липня |
| -------- | -------- | -------- | -------- | -------- | -------- | -------- |
| Чоловіки | П1       | П2       | П3       | ¼        | ½        | Ф        |
| Жінки    | П1       | П2       | П3       | ¼        | ½        | Ф        |

Дати орієнтовані. Змагання проходитиме з 25 липня по 1 серпня, залежно від рівня висоти хвиль та кліматичних умов.

## Учасники
Загалом візьмуть участь 40 спортсмені: 20 чоловіків та 20 жінок.
- Аргентина (1)
- Австралія (4)
- Бразилія (4)
- Чилі (1)
- Коста-Рика (2)
- Еквадор (1)
- Франція (4)
- Німеччина (1)
- Індонезія (1)
- Ізраїль (1)
- Італія (1)
- Японія (4)
- Марокко (1)
- Нова Зеландія (2)
- Перу (4)
- Португалія (3)
- Південно-Африканська Республіка (1)
- США (4)

## Медальний залік

### Загальний
Розіграють усього 2 комплекти медалей.
  *   Країна-господарка (Японія)
| Місце               | Країна                          | Золото | Срібло | Бронза | Загалом |
| ------------------- | ------------------------------- | ------ | ------ | ------ | ------- |
| 1                   | Бразилія                        | 1      | 0      | 0      | 1       |
| 1                   | США                             | 1      | 0      | 0      | 1       |
| 3                   | Японія*                         | 0      | 1      | 1      | 2       |
| 4                   | Південно-Африканська Республіка | 0      | 1      | 0      | 1       |
| 5                   | Австралія                       | 0      | 0      | 1      | 1       |
| Загалом (5 збірних) | Загалом (5 збірних)             | 2      | 2      | 2      | 6       |

### Медалісти
| Дисципліна | Золото               | Срібло                 | Бронза              |
| ---------- | -------------------- | ---------------------- | ------------------- |
| чоловіки   | Італо Феррейра (BRA) | Каноа Іґарасі (JPN)    | Овен Райт (AUS)     |
| жінки      | Карісса Мур (USA)    | Біанка Бейтендаґ (RSA) | Амуро Цудзукі (JPN) |